# ألفارو كورال
ألفارو كورال (بالإسبانية: Álvaro Corral)‏ (30 مايو 1983 في إسبانيا - ) هو لاعب كرة قدم إسباني في مركز الدفاع. لعب مع أوريرا فيتوريا ونادي سمورة ونادي ميرانديس وLogroñés CF ‏ وCD Izarra ‏ وÁguilas CF ‏ وCD Alfaro ‏ ونادي بالنثيا ‏ ونادي سان أندرو.

## وصلات خارجية
- ألفارو كورال على موقع قاعدة بيانات كرة القدم.إي يو (الإنجليزية)
- ألفارو كورال على موقع Soccerway.com (الإنجليزية)
- ألفارو كورال على موقع عالم كرة القدم.نت (الإنجليزية)
- ألفارو كورال على موقع AS.com (الإسبانية)